# Aero Freight Partner
Aero Freight Partner is een Congolese luchtvaartmaatschappij met haar thuisbasis in Pointe Noire.

## Geschiedenis
Aero Freight Partner is opgericht in 2005.

## Vloot
De vloot van Aero Freight Partner bestaat uit:(mei 2007)
- 1 Antonov AN-12BP